# Dendrobium ochthochilum
Dendrobium ochthochilum är en orkidéart som beskrevs av P.O'byrne och Jaap J. Vermeulen. Dendrobium ochthochilum ingår i släktet Dendrobium, och familjen orkidéer.
Artens utbredningsområde är Sumatera. Inga underarter finns listade i Catalogue of Life.